# 弗兰克·肖内西
弗兰克·肖内西（英語：Frank Shaughnessy，1911年6月21日—1982年6月12日），美国男子冰球运动员，场上位置是后卫。他曾代表美国国家队参加1936年冬季奥林匹克运动会冰球比赛，获得一枚铜牌。